# André de Albuquerque Maranhão
André de Albuquerque Maranhão (Canguaretama, 4 de maio de 1775 – Natal, 26 de abril de 1817) foi um coronel, proprietário rural, republicanista, cavaleiro professo da Ordem de Cristo e revolucionário português, original da Capitania do Rio Grande. Liderou a Revolução de 1817 nesta mesma capitania e presidiu a junta provisória que governou por 28 dias. Foi o 6º Senhor do Engenho Cunhaú e comandava a Cavalaria Miliciana da Repartição do Sul, que guardava as fronteiras entre Rio Grande e Paraíba.

## Biografia

### Início de vida
Nasceu no Engenho Cunhaú, no atual município de Canguaretama, filho do Capitão-mor de Goianinha, 5º Senhor do Engenho Cunhaú e homônimo André de Albuquerque Maranhão e de D. Antônia Josefa do Espírito Santo Ribeiro, pertencia a uma das famílias mais ilustres do Rio Grande do Norte. Quando jovem, estudou humanidades em Natal com o Dr. Antônio Carneiro de Albuquerque Gondim e depois realizou viagens ao Rio de Janeiro e a Lisboa. Em Recife, onde passava temporadas tratando de seus negócios, iniciou-se na Loja Maçônica Paraíso. Em 1801, participou ativamente da Conspiração dos Suassunas, tendo sido apontado por três depoentes por ter relações muito próximas com a família Cavalcanti de Albuquerque.
Retornou ao Rio Grande do Norte em 1806, em decorrência da morte de seu pai, e assumiu a Casa de Cunhaú, passando a administrar o todo o conglomerado de engenhos espalhados nas capitanias de Pernambuco, Paraíba e Rio Grande. Em 1811, recebeu o título de Fidalgo Cavaleiro da Casa Real.

### Revolução de 1817
Em conhecimento do movimento revolucionário que ocorrera em Pernambuco, o governador da capitania José Inácio Borges foi até Goianinha para contactar André, responsável pela Repartição do Sul, com o objetivo de preparar a resistência na fronteira com a Paraíba. André, que simpatizava com a causa da revolução, conferenciou por duas horas com o governador, que tentava convencer-lhe a lutar em defesa da coroa portuguesa. Após a partida do governador, Andrezinho foi visitado pelo padre Antônio de Albuquerque Montenegro, que revoltou-se com a tentativa do governador e conversou com André, convencendo-o definitivamente a iniciar e liderar o movimento revolucionário na capitania. O senhor de Cunhaú organizou junto a seu primo homônimo e seu cunhado Luís de Albuquerque um cerco na manhã seguinte para o governador no Engenho Belém, propriedade de Luís e onde José Inácio havia passado a noite. Os milicianos, aliados a centenas de índios, prenderam o governador, enviado-o à Fortaleza dos Reis Magos e, posteriormente, a Recife.
Em 28 de março, André de Albuquerque, com sua tropa, parentes e oficiais, faz entrada solene em Natal, apoiado pela tropa de linha. No dia seguinte, foi constituído no Real Erário um governo provisório composto por militares, pelo padre Feliciano José Dornelas e sob a presidência do próprio André. No dia 30, chegam reforços militares vindos da Paraíba, comandandos por José Peregrino Xavier de Carvalho, para dar sustentação ao governo provisório potiguar. No controle da capitania, a junta revolucionária fez pouco ou nada em relação a atos administrativos, limitando-se a substituir os símbolos monárquicos. André, que não formou uma junta muito alinhada com as ideias de revolução, acumulou divergências com seus apoiadores em Natal, isto somou-se à forte repressão do governo português ao movimento em outras províncias, causando desconforto em outros membros da junta e deixando André cada dia mais isolado. No dia 25 de abril, com o retorno das tropas paraibanas a seu estado de origem, cai o principal apoio militar do senhor de Cunhaú, dando oportunidade para a reação dos monarquistas.

### Morte
Antônio Germano, comandante da tropa de linha, e seus soldados, além de outras autoridades, invadem o palácio aos gritos de "Viva o Senhor D. João VI" e "Morra a Liberdade", e encontram André de Albuquerque na mesa dos despachos. Negando-se em entregar-se, André de Albuquerque foi ferido por um golpe de espada em sua região inguinal, também cortando os dedos, possivelmente ao tentar segurar a lâmina da espada. Foi então jogado pela janela do palácio e preso sozinho em uma cela na Fortaleza dos Reis Magos, sem qualquer tratamento ou assistência médica. Com ferimentos abertos e órgãos dilacerados, sangrou até a morte.
No dia seguinte, seu corpo foi retirado da fortaleza e transportado nu pela cidade. Lá, o cadáver sofreu humilhação pública até ser sepultado na Igreja Matriz de Nossa Senhora da Apresentação (Catedral Antiga).

## Homenagens
A praça onde se encontra a Catedral Antiga, e que também é considerada marco zero da cidade de Natal, chama-se hoje Praça André de Albuquerque. Nesta mesma praça há um monumento em homenagem a ele e a Padre Miguelinho - mártires potiguares da Revolução de 1817 - inaugurado em 1917.

## Genealogia
Descendente em linha reta masculina de Jerônimo de Albuquerque (pela parte de seu filho Jerônimo de Albuquerque Maranhão), a sua nobre varonia é traçável até idos do século XIII, quando seus antepassados eram Senhores de Vila Verde. 

Esse notório fidalgo era filho do rico Coronel André de Albuquerque Maranhão, 4º Senhor da Casa do Cunhaú, Fidalgo Cavaleiro da Casa Real, e de Antônia Josefa do Espírito Santo Ribeiro. Assim, vinha a ser neto paterno do Capitão-mor Gaspar de Albuquerque Maranhão, 3º Senhor da Casa do Cunhaú, Fidalgo Cavaleiro da Casa Real, e de Luzia Vieira de Sá. Era neto materno de João Ribeiro Leitão e de Francisca da Nóbrega e Vasconcelos, sendo ele neto materno de João da Costa Monteiro, Cavaleiro da Ordem de Cristo e Capitão-mor de Recife, e ela filha do Coronel Patrício da Nóbrega e Vasconcelos, de modo a ser neta materna do Coronel Miguel Correia Gomes, Cavaleiro da Ordem de Cristo e Familiar do Santo Ofício. 